# Aplorhinus bakeri
Aplorhinus bakeri is een vliesvleugelig insect uit de familie bronswespen (Chalcididae). De wetenschappelijke naam is voor het eerst geldig gepubliceerd in 1924 door Masi.